# Давидович, Нир
Нир Давидович (ивр. ניר דוידוביץ'‎17 декабря 1976, Хайфа) — израильский футболист, вратарь. Всю свою карьеру провел в «Маккаби» из Хайфы. За сборную Израиля сыграл 51 матч.

## Карьера игрока
Нир — воспитанник «Маккаби». За неё он дебютировал 4 ноября 1995 года в матче с «Бейтаром». Основным голкипером команды он стал в 1997 году, выиграв конкуренцию у вратаря сборной Израиля Бонни Гинзбурга. В 2004 году за свою яркую игру в сезоне 2003/04 Нир удостоился звания футболиста года в Израиле. Свой трёхсотый матч за команду голкипер провёл 19 апреля 2009 года. Всего Нир провёл за «Маккаби» более 350 матчей чемпионата и является одним из символов этого клуба.

## Карьера в сборной
За сборную Израиля Нир дебютировал в 1998 году (в матче против сборной Турции) и всего провёл пятьдесят одну игру. Он завершил карьеру в сборной в 2010 году.

## Достижения
- Чемпион Израиля (7): 2000/01, 2001/02, 2003/04, 2004/05, 2005/06, 2006/07, 2008/09, 2010/11
- Обладатель кубка Израиля (2): 1995, 1998
- Обладатель кубка Тото (3): 2002/03, 2005/06, 2007/08
- Футболист года в Израиле (1): 2004

## Личная жизнь
Отец Нира, Биньямин Давидович — футболист, был резервным голкипером «Маккаби».